# Карлаплан (станция метро)
«Карлаплан»  (швед. Karlaplan) — станция Стокгольмского метрополитена. Расположена на Красной линии между станциями «Эстермальмсторг» и «Йердет», обслуживается маршрутом T13.
Karlaplan — станция красной линии стокгольмского метро в районе Эстермальм. Была открыта 2 сентября 1967.  Названа по имени кольцевой транспортной развязки, площади Карлаплан с фонтаном в центре, которая находится вблизи станции. Расстояние до станции Slussen составляет 3,6 километра. Находится в скальной породе на глубине 23 метра.